# Kohlenstädt
Kohlenstädt ist ein Ortsteil der Stadt Rinteln im niedersächsischen Landkreis Schaumburg. 

## Geografie und Verkehrsanbindung
Der Ortsteil liegt südöstlich vom Kernbereich von Rinteln direkt am Nordufer der Weser. Westlich vom Ort liegt das 31 ha große Naturschutzgebiet Aher Kämpe. Kohlenstädt ist gemessen an der Einwohnerzahl der kleinste Ortsteil in Rinteln.
Nördlich vom Ort verlaufen die B 83 und die A 2.

## Politik
Der Ortsrat, der die Ortsteile Ahe, Engern und Kohlenstädt zusammen vertritt, setzt sich aus sieben Mitgliedern zusammen. Die Ratsmitglieder werden durch eine Kommunalwahl für jeweils fünf Jahre gewählt.
Bei der letzten Kommunalwahl 2021 ergab sich folgende Sitzverteilung:
- SPD: 5 Sitze
- CDU: 2 Sitze